# 부용고등학교
부용고등학교(芙蓉高等學校)는 대한민국 경기도 의정부시 민락동에 있는 공립 고등학교이다.

## 학교 연혁
- 2003년 3월 1일 : 초대 전경수 교장 취임
- 2003년 3월 7일 : 부용고등학교 개교(15학급 527명)
- 2022년 3월 1일 : 제8대 최홍성 교장 취임
- 2024년 1월 8일 : 제19회 졸업식 10학급 233명(총 7,275명)
- 2024년 3월 4일 : 제22회 입학식 11학급 302명

## 참고 자료
- 부용고등학교 - 한국교육학술정보원 학교알리미